# Республіканський ландшафтний заказник «Освейський»
Освейський (біл. Асвейскі) — ландшафтний заказник, створений постановою Ради Міністрів Республіки Білорусь № 4 від 03.01.2000. Знаходиться на найпівнічнішій ділянці території Білорусі, на півночі Верхньодвінського району, Вітебська область.

## Історія охоронного статусу
Заказник отримав статус орнітологічної охоронюваної території в 1998 році, з 2002 року отримав статус водно-болотного угіддя міжнародного значення.

## Топографія
Територія заказника являє собою великий комплекс озер, лісів, перехідних та верхових боліт; є низинні болота, але їх відносно мало. Ядром заказника є озеро Освея, що має важливе гідрологічне та кліматологічне значення для великого регіону півночі Білорусі. Значну частину території займають верхові та перехідні болота, вкриті хвойниками, березняками та вільшняками. Серед боліт розкидані нечисельні кам'янисті острівці. Ліси займають близько 30 % загальної площі заказника, луки — близько 6 %, 4 % відсотки території зайняті буреломами.

## Гідрографія
Гідрографічна мережа території добре розвинена, представлена озерами, річками та чисельними дрібними каналами. Головна водна артерія заказника — річка Свольна, що відноситься до басейну Західної Двіни. Найбільшою природною водоймою є озеро Освея, площа якого становить 47.95 км² (друге за розміром природне озеро Білорусі після Нарочі). Озеро відноситься до евтрофного типу, мілководне: середня глибина становить приблизно 2 метри. У нього впадають кілька невеликих каналів та річок, але приток води у водойму здійснюється, головним чином, за рахунок опадів. Протягом останніх двадцяти років озеро інтенсивно заростає надводною рослинністю і, як наслідок, поступово втрачає своє значення як рибопромислової водойми та місця гніздування водоплавних птахів. Причиною цих змін вважають зниження рівню води, що відводиться з озера до каналу Дегтярьовка. Для підйому та стабілізації рівню води в озері на цьому каналі були зведена гідротехнічна споруда із шлюзом-регулятором, загороджувальною дамбою та водопідвідним каналом. Але в теперішній час (2010 рік) дамба перебуває в незадовільному технічному стані. Іншою вірогідною причиною зниження рівню води можуть бути торфорозробки, що проводилися неподалік.

## Господарська діяльність
Лісогосподарська діяльність на території заказника ведеться в помірних масштабах. З інших видів господарської діяльності наявні видобування торфу, промисловий та любительський збір ягід та грибів, регламентоване полювання. В озері Освея наявні значні поклади сапропелів високої якості, потенційно придатних для видобування.

## Фауна
На території заказнику гніздиться 164 види птахів, з яких 36 занесені до Червоної книги Республіки Білорусь, в тому числі бугай (Botaurus stellaris), попелюх (Aythya ferina), беркут (Aquila chrysaetos), скопа (Pandion haliaetus).
Озеро Освея — найбільше в регіоні Поозір'я місце розмноження та післягніздового перебування деяких мисливських видів водоплавних птахів: крижня (Anas platyrhynchos), попелюха, та лиски (Fulica atra). Окрім того, озеро та навколишні території є місцем концентрації водно-болотних птахів під час весняної та осінньої міграції. Із ссавців, що зустрічаються на території заказника, під охороною знаходяться бурий ведмідь (Ursus arctos), борсук (Meles meles), та рись (Lynx lynx).
В озерах на території заказника зустрічаються такі види риб: щука (Esox lucius), плітка (Rutilus rutilus), лящ (Abramis brama), верховодка звичайна (Alburnus alburnus), плоскирка (Blicca bjoerkna), краснопірка звичайна (Scardinius erythrophthalmus), карась срібний (Carassius gibelio) та карась золотий (Carassius carassius), короп (Cyprinus carpio), лин звичайний (Tinca tinca), в'язь (Leuciscus idus), жерех (Aspius aspius), окунь звичайний (Perca fluviatilis), йорж звичайний (Gymnocephalus cernuus), судак (Lucioperca lucioperca), сом (Silurus glanis), минь річковий (Lota lota), вугор (Anguilla anguilla), в'юн (Misgurnus fossilis).

## Флора
Серед рідкісних рослин, що зустрічаються у заказнику, наявні гібридні форми вільхи чорної (Alnus glutinosa) та сірої (Alnus incana), високоствольні форми карельської берези (Betula pendula var. carelica), численні популяції латаття жовтого (Nuphar lutea) та реліктового водяного комахоїдного виду — альдрованди пухирчастої (Aldrovanda vesiculosa). Загалом, в заказнику знайдено 16 видів рослин, занесених до Червоної Книги Білорусі.

## Несприятливі фактори
- Антропогенна евтрофікація озера Освея, що викликана стоками вод з сільгоспугідь та торфорозробок, комунально-побутових підприємств, тваринницьких ферм.
- Порушення гідрологічного режиму завдяки діяльності торфорозробних підприємств.
- Промислове рибальство.

## Охоронні заходи
У січні 2009 року почались роботи з ренатуралізації порушеного торф'яного болота Освейське. Відновити гідрологічний режим території планується шляхом каскадного перекриття перемичками осушувальної мережі. За 3 місяці роботи проектом передбачене будівництво 11 перемичок на дренажних каналах, а також створення системи протічних водойм з регульованою глибиною.
Втілення вищезазначених заходів відбувається в рамках проекту ПРААН та Глобального Екологічного Фонду «Ренатуралізація та стале керування торф'яними болотами для запобігання деградації земель, зміни клімату і забезпечення захисту глобально значущого біологічного різноманіття», виконавчим агентством якого є Міністерство лісового господарства Білорусі.